# Лана
 Тази статия е за града в Италия.  За селото във Франция вижте Лана (Франция).  
Ла̀на (на италиански: Lana; на немски: Lana an der Etsch, Лана ан дер Еч) е град и община в северна Италия, провинция Южен Тирол, регион Трентино-Южен Тирол. Разположен е на 301 m надморска височина. Населението на града е 11 166 души (към март 2010).

## Език
Официални общински езици са и италианският, и немският. Най-голямата част от населението говори немски.
| %    | Роден език      |
| 7,91 | Италиански език |
| 91,8 | Немски език     |